# Juan Tomás Ávila Laurel
Pour les articles homonymes, voir Ávila (homonymie) et Laurel.
Juan Tomás Ávila Laurel (Malabo, 1966) est un écrivain équatoguinéen.

## Biographie
Il a écrit des romans, des poèmes et des essais. Il travaille comme rédacteur en chef pour El Patio, publié par le Centro Cultural Hispano Guineano à Malabo.

## Livres
- 1994 : Poemas
- 1998 : Rusia se va a Asamse  (nouvelle)
- 1999 : La carga  (nouvelle)
- 1999 : El derecho de pernada (essai)
- 2002 : Misceláneas guineoecuatorianas
- 2004    :   Nadie tiene buena fama en este pais (nouvelle)
- 2006    :   Visceras (essai)